# Albendea
Albendea – gmina w Hiszpanii, w prowincji Cuenca, w Kastylii-La Mancha, o powierzchni 38,2 km². W 2011 roku gmina liczyła 161 mieszkańców.